# İstiklâl Marşı
İstiklâl Marşı ("Självständighetens marsch") är Turkiets nationalsång. Den antogs officiellt den 12 mars 1921. Man sjunger vanligtvis endast de två första verserna. Texten är skriven av Mehmet Akif Ersoy och musiken är komponerad av Osman Zeki Üngör.